# Иевлевское сельское поселение (Тюменская область)
Иевлевское се́льское поселе́ние — муниципальное образование в Ярковском районе Тюменской области Российской Федерации.
Административный центр — село Иевлево.

## История
Статус и границы сельского поселения установлены Законом Тюменской области от 5 ноября 2004 года № 263 «Об установлении границ муниципальных образований Тюменской области и наделении их статусом муниципального района, городского округа и сельского поселения».
На востоке от поселения располагается Иевлевский заказник областного значения по течению реки Нерда и берегу несколько озёр. Заказник был основан по решению Тюменского облисполкома № 293 от 25.07.1963 года. Площадь составляет 10 000 Га, на территории широко представлена различная флора и фауна Сибири.

## Население
| 2010  | 2011  | 2012  | 2013  | 2014  | 2015  | 2016  |
| ----- | ----- | ----- | ----- | ----- | ----- | ----- |
| 1799  | ↗1800 | ↘1767 | ↘1748 | ↘1722 | ↘1720 | ↗1731 |
| 2017  | 2018  | 2019  | 2020  | 2021  |       |       |
| ↗1733 | ↘1731 | ↘1708 | ↘1691 | ↘1684 |       |       |

## Состав сельского поселения
| № | Населённый пункт | Тип населённого пункта       | Население |
| - | ---------------- | ---------------------------- | --------- |
| 1 | Варвара          | деревня                      | 575       |
| 2 | Варваринский     | посёлок                      | 326       |
| 3 | Ганихина         | деревня                      | 5         |
| 4 | Иевлево          | село, административный центр | 449       |
| 5 | Новоселово       | село                         | 230       |
| 6 | Первомаевка      | деревня                      | 5         |
| 7 | Плавнова         | деревня                      | 129       |
| 8 | Чеганова         | деревня                      | 80        |